# Daniel Sundgren
Daniel Andreas Sundgren (sinh ngày 22 tháng 11 năm 1990) là một cầu thủ bóng đá người Thụy Điển thi đấu cho AIK ở vị trí hậu vệ. Anh là con trai của cựu tuyển thủ bóng đá Thụy Điển Gary Sundgren.
Vào tháng 10 năm 2017, Sundgren phải nhập viện vì tắc mạch phổi, kết thúc sớm mùa giải 2017 của anh.

## Thống kê sự nghiệp
Tính đến trận đấu diễn ra ngày 24 tháng 1 năm 2017
| Câu lạc bộ                 | Mùa giải            | Giải vô địch        | Giải vô địch | Giải vô địch | Cúp     | Cúp       | Châu lục | Châu lục  | Tổng cộng | Tổng cộng |
| Câu lạc bộ                 | Mùa giải            | Hạng đấu            | Số trận      | Bàn thắng    | Số trận | Bàn thắng | Số trận  | Bàn thắng | Số trận   | Bàn thắng |
| -------------------------- | ------------------- | ------------------- | ------------ | ------------ | ------- | --------- | -------- | --------- | --------- | --------- |
| Täby IS (mượn)             | 2008                | Hạng đấu 3          | 10           | 2            | —       | —         | —        | —         | 10        | 2         |
| Täby IS (mượn)             | Tổng cộng           | Tổng cộng           | 10           | 2            | —       | —         | —        | —         | 10        | 2         |
| Väsby United               | 2009                | Superettan          | 5            | 0            | 0       | 0         | —        | —         | 5         | 0         |
| Väsby United               | 2010                | Superettan          | 14           | 1            | 1       | 0         | —        | —         | 15        | 1         |
| Väsby United               | 2011                | Hạng đấu 1          | 25           | 4            | 2       | 0         | —        | —         | 27        | 4         |
| Väsby United               | Tổng cộng           | Tổng cộng           | 44           | 5            | 3       | 0         | —        | —         | 47        | 5         |
| Akropolis IF (mượn)        | 2009                | Hạng đấu 2          | 10           | 1            | 0       | 0         | —        | —         | 10        | 1         |
| Akropolis IF (mượn)        | 2010                | Hạng đấu 2          | 3            | 0            | 0       | 0         | —        | —         | 3         | 0         |
| Arameiska-Syrianska (mượn) | 2009                | Hạng đấu 1          | 2            | 0            | 0       | 0         | —        | —         | 2         | 0         |
| Arameiska-Syrianska (mượn) | Tổng cộng           | Tổng cộng           | 15           | 1            | 0       | 0         | —        | —         | 15        | 1         |
| Degerfors IF               | 2012                | Superettan          | 29           | 0            | 0       | 0         | —        | —         | 29        | 0         |
| Degerfors IF               | 2013                | Superettan          | 26           | 4            | 1       | 0         | —        | —         | 27        | 4         |
| Degerfors IF               | 2014                | Superettan          | 27           | 2            | 4       | 0         | —        | —         | 31        | 2         |
| Degerfors IF               | 2015                | Superettan          | 28           | 1            | 0       | 0         | —        | —         | 28        | 1         |
| Degerfors IF               | Tổng cộng           | Tổng cộng           | 110          | 7            | 5       | 0         | —        | —         | 115       | 7         |
| AIK                        | 2016                | Allsvenskan         | 24           | 2            | 0       | 0         | 6        | 0         | 30        | 2         |
| AIK                        | Tổng cộng           | Tổng cộng           | 24           | 2            | 0       | 0         | 6        | 0         | 30        | 2         |
| Tổng cộng sự nghiệp        | Tổng cộng sự nghiệp | Tổng cộng sự nghiệp | 203          | 17           | 8       | 0         | 6        | 0         | 217       | 17        |